# Corynoptera semiaggregata
Corynoptera semiaggregata är en tvåvingeart som beskrevs av Werner Mohrig 1999. Corynoptera semiaggregata ingår i släktet Corynoptera och familjen sorgmyggor. Inga underarter finns listade i Catalogue of Life.